# Mariano Zabaleta
Mariano Zabaleta (Tandil, Argentina, 28 de febrero de 1978) es un exjugador de tenis profesional y conductor televisivo, que actualmente se desempeña como vicepresidente de la Asociación Argentina de Tenis. Profesional desde 1996; tuvo su mejor temporada en 1999 lo que le permitió alcanzar la 21ª posición del ranking de la ATP en abril de 2000. Se alzó con tres títulos ATP 250 durante su carrera y alcanzó una final de Masters 1000. En el 2000 recibió el Premio Konex como uno de los 5 mejores tenistas de la década.
Durante 2010 y 2011 fue el entrenador, junto a José Clavet, del tenista Juan Mónaco. Fue designado subcapitán del equipo de Copa Davis, acompañando al capitán Martín Jaite mientras este duró en su cargo.

## En Televisión

### Tenis pro
Además de dedicarse al tenis profesionalmente, Mariano condujo un programa de televisión llamado Tenis pro, junto con Juan Ignacio Chela y Juan Mónaco.
Comenzó como una idea divertida entre amigos, entre viaje y viaje filmaban situaciones cotidianas que se daban en la intimidad, mostrando a la mayoría de los jugadores.
Tenis pro finalizó en el 2006 cuando sus conductores por declaraciones propias se 'aburrieron' y decidieron finalizarlo. Además Juan Ignacio Chela decidió que la temporada 2007 sea dedicada enteramente a su carrera profesional, abandonando además del programa, el equipo argentino de Copa Davis.
A principios de 2008 se comenzó a barajar la idea de un posible regreso. Finalmente en agosto se confirmó la vuelta del programa. Se especulaba con cambios conductores o de nombre, en respuesta a esto Chela y Zabaleta declararon que el programa iba a ser muy parecido al anterior, aunque esta vez contarían con un nuevo integrante: Gastón Gaudio.
El programa volvió a la pantalla de Fox Sports el lunes 6 de octubre de 2008.
Se retiró del circuito del tenis en el 2010.

### Pura Química
Luego de retirarse del circuito del tenis y de finalizar ese programa, fue convocado como coconductor del programa Pura Química por ESPN+ y fue coconductor desde el 29 de marzo de 2010. El ciclo era de contenido muy variado y tocaba temas de interés general con la inclusión de reportajes a personajes famosos de la televisión, el cine y el deporte. Sus compañeros de trabajo fueron Leonardo Montero, Mex Urtizberea, Juan Marconi y Eugenia Tobal. Anteriormente, también formaban parte del programa el periodista deportivo Germán Paoloski, el exfutbolista José Chatruc y la actriz Laura Azcurra.